# Canton de Damville (Québec)
Pour les articles homonymes, voir Damville.
Le canton Damville est situé dans le territoire non organisé de Rivière-Mistassini, dans la municipalité régionale de comté (MRC) de Maria-Chapdelaine, dans la région administrative de la Mauricie, dans province de Québec, au Canada.
Ce canton a été proclamé le 5 juin 1965.
La sylviculture s'avère la principale activité économique de ce territoire forestier. Deux routes forestières secondaires traversent ce canton inhabité.

## Géographie
Cette entité géographique s'étend surtout sur la rive nord du cours de la rivière Ashuapmushuan, au nord-ouest de Lac Saint-Jean. La rivière Ashuapmushuan traverse ce canton vers le sud-est. Ce dernière recueille les eaux de la rivière aux Brochets, lequel s'avère l'émissaire du lac Damville. La rivière Ashuapmushuan recueille aussi les eaux de plusieurs petits affluents (venant du nord) qui se déversent entre la rivière aux Brochets et l'île au Notaire.

## Toponymie
Le toponyme "canton Damville" évoque l’œuvre de vie de François-Christophe de Lévis, duc de Damville, frère du duc de Ventadour. Ce duc a exercé comme le sixième vice-roi de la Nouvelle-France, de 1644 à 1660. De nos jours, Damville s'avère un chef-lieu de canton de l'Eure sur l'Iton (arrondissement d'Évreux), en France. Selon Albert Dauzat, la signification du terme "Damville" serait "domini villa", le domaine du seigneur. Ce toponyme parait en 1926 dans l'ouvrage "Noms géographiques de la province de Québec".
Le toponyme « Damville » a été officialisé le 18 juin 1993 par la Commission de toponymie du Québec.